# Перес, Педро
Педро Дамиан Перес Дуэньяс (исп. Pedro Damián Pérez Dueñas; 23 февраля 1952, Пинар-дель-Рио — 18 июля 2018, Гавана) — кубинский легкоатлет, специалист по тройному прыжку. Выступал за сборную Кубы по лёгкой атлетике в 1970-х годах. Чемпион Панамериканских игр в Кали, чемпион Центральной Америки и Карибского бассейна, двукратный чемпион Игр Центральной Америки и Карибского бассейна, рекордсмен мира, участник двух летних Олимпийских игр.

## Биография
Педро Перес родился 23 февраля 1952 года в городе Пинар-дель-Рио, Куба. Проходил подготовку под руководством работавшего на Кубе советского специалиста Леонида Михайловича Щербакова.
Первого серьёзного успеха на взрослом международном уровне добился в сезоне 1970 года, когда вошёл в основной состав кубинской национальной сборной и побывал на Играх Центральной Америки и Карибского бассейна в Панаме, откуда привёз награду золотого достоинства, выигранную в тройном прыжке.
В 1971 году одержал победу на чемпионате Центральной Америки и Карибского бассейна в Кингстоне и на Панамериканских играх в Кали. В Кали в условиях высокогорного разреженного воздуха установил мировой рекорд в тройном прыжке, показав в финале результат 17,40 метра — тем самым на сантиметр превзошёл достижение советского прыгуна Виктора Санеева. Рекорд продержался чуть больше года, после чего вновь был перебит Санеевым.
Благодаря череде удачных выступлений Перес удостоился права защищать честь страны на летних Олимпийских играх 1972 года в Мюнхене, однако, несмотря на статус действующего рекордсмена мира, прыгнул здесь всего на 15,72 метра и не смог преодолеть квалификационный этап.
После мюнхенской Олимпиады Педро Перес остался в составе легкоатлетической команды Кубы и продолжил принимать участие в крупнейших международных соревнованиях. Так, в 1974 году в тройном прыжке он завоевал золотую медаль на Играх Центральной Америки и Карибского бассейна в Санто-Доминго.
Находясь в числе лидеров кубинской национальной сборной, благополучно прошёл отбор на Олимпийские игры 1976 года в Монреале — на сей раз прыгнул на 16,81 метра, расположившись в итоговом протоколе на четвёртой позиции.
Завершив спортивную карьеру, работал специалистом по спортивной медицине в Национальном институте спорта, физической культуры и отдыха (INDER), состоял в Федерации лёгкой атлетики Кубы.
Умер 18 июля 2018 года в Гаване в возрасте 66 лет.